# Sören Aspelin
Sören Aspelin, född 1 augusti 1906 i Karlshamn, död 12 september 1973 i Gävle, var en svensk skådespelare, revyartist, kompositör, textförfattare och teaterchef.

## Biografi
Redan i sin ungdom sjöng Aspelin i scoutkårens kabareter och som tonåring skrev han och satte upp lokalrevyer i hemstaden Karlshamn. Hans talang upptäcktes och han rekommenderades 1926 till revydirektören Edvin Janse på Casinoteatern i Stockholm. Efter en provsjungning fick Aspelin engagemang dels som sångare och dels även som textförfattare och kompositör. Han blev kvar på Casino i två säsonger och var påföljande säsong vipå Pallasteatern. Då han inte hade engagemang i Stockholm arbetade han på banken i Karlshamn.
År 1930 blev Aspelin ansvarig för Stockholmsutställningens revy, där han producerade, regisserade, skrev, komponerade och uppträdde. I revyn medverkade även Zarah Leander som bland annat sjöng Aspelins kuplett Han är begåvad, han skall hållas nere. Eventuellt var det där Ernst Rolf upptäckte Aspelins talanger och han fick anställning som sekreterare, springpojke, textförfattare, kompositör och sällskap åt denne 1931. Han var därefter Rolfs högra hand fram till julen 1932, då Rolf avled. Han var chef för Arbisteatern i Norrköping 1936-1937. Hösten 1945 fick Aspelin engagemeng på Lilla Teatern, Helsingfors, där han stannade säsongen ut.
Han gifte sig 1935 och fick två barn, men skilde sig 1945.
Enligt Uno Myggan Ericson har Aspelin utgjort inspirationen till den manliga huvudpersonen i Ole Söderströms roman Refrängsångaren 1991.

## Filmografi
- 1940 – En sjöman till häst

## Filmmusik
- 1948 – Glada paraden
- 1951 – Greve Svensson
- 1958 – Du är mitt äventyr

## Teater

### Roller (ej komplett)
| År   | Roll | Produktion                                        | Regi         | Teater                |
| ---- | ---- | ------------------------------------------------- | ------------ | --------------------- |
| 1927 |      | Kärlek i alla knutar Siegfried och Arthur Fischer | Carl Nilsson | Söders friluftsteater |
| 1928 |      | Kärlek i alla knutar Siegfried och Arthur Fischer | Carl Nilsson | Söders friluftsteater |
| 1928 |      | Din eller min Anders Boman                        |              | Söders friluftsteater |

## Musiktryck
- Program och seglarvisa vid seglarfesten å stadshotellet [i Karlshamn] lördagen den 27 febr. : 1926 kl. 7,30 e.m. [Visorna av Ne Rös.]. Karlshamn. 1926. Libris 2543172
- Cirkushästen : one step. Stockholm: Nordiska musikaffären. 1928. Libris 2385643
- De' ä' sjömannen hela da'n : sjömansvals. Stockholm: Nordiska musikaffären. 1928. Libris 2385646
- För nu har du haft den så länge, så- : foxtrot. Stockholm: Nordiska musikaffären. 1928. Libris 2385747
- Av kärlek, av kärlek till dej ; sjömansvals. Stockholm: Musikaliska Knuten. 1929. Libris 2457443
- Ur Edvard Persson-filmen En sjöman till häst. Stockholm: Edition Sylvain. 1941. Libris 2385810
- En lattjo stare. Stockholm: Carl Gehrmans musikförl. 1932. Libris 2385787
- Tre små fröknar med fräknar : foxtrot i menuettstil. Stockholm: Southern Music. 1951. Libris 9500777
- Underliga ögon. Stockholm: Ed. Odeon. 1951. Libris 2932539